# John Herbert White
John Herbert White (22 de febrer de 1880 - Londres, 18 de novembre de 1920) fou un escriptor d'escacs anglès, coautor amb Richard Clewin Griffith de les primeres tres edicions del famós tractat d'obertures d'escacs Modern Chess Openings ("Obertures modernes d'escacs"). Va ser publicat per primera vegada el 1911 i encara continua editant-se.
Griffith i White explicaven al prefaci a la primera edició que "la proliferació de torneigs magistrals ha fet necessari un llibre que posi al dia de les obertures" i que "el llibre pretén ser una guia per a jugadors de matx i de torneig". La quinzena edició, a càrrec del Gran Mestre Internacional estatunidenc Nick de Firmian, es publicà el 2008. El llibre és sovint actualment citat, sobretot en àmbits anglòfons, com a MCO.
White fou també el secretari del Club d'Escacs de Hampstead (Camden). Va morir el 1920 en un accident de bicicleta.